# Liste der Biografien/Trn
Liste der Biografien |
Portal Biografien |
Personensuche
# |
A |
B |
C |
D |
E |
F |
G |
H |
I |
J |
K |
L |
M |
N |
O |
P |
Q |
R |
S |
T |
U |
V |
W |
X |
Y |
Z |
?
 
Ta |
Tc |
Te |
Tf |
Tg |
Th |
Ti |
Tj |
Tk |
Tl |
Tm |
To |
Tq |
Tr |
Ts |
Tu |
Tv |
Tw |
Tx |
Ty |
Tz
 
Tra |
Trb |
Trc |
Trd |
Tre |
Trg |
Trh |
Tri |
Trj |
Trk |
Trm |
Trn |
Tro |
Trp |
Trs |
Trt |
Tru |
Try |
Trz
Die Liste der Biografien führt alle Personen auf, die in der deutschsprachigen Wikipedia einen Artikel haben. Dieses ist eine Teilliste mit 11 Einträgen von Personen, deren Namen mit den Buchstaben „Trn“ beginnt.

## Trn

### Trna
- Trnavac, Andrej (* 1998), serbischer Handballspieler

### Trni
- Trnina, Milka (1863–1941), Opernsängerin (Sopran)
- Trninić, Mišo (* 1984), bosnischer Fußballspieler

### Trnk
- Trnka von Krzowitz, Wenzel (1739–1791), Mediziner, Hochschullehrer und Laienkomponist
- Trnka, Dobroslav (1963–2023), slowakischer Jurist, Generalstaatsanwalt der Republik Slowakei
- Trnka, Jiří (1912–1969), tschechischer bildender Künstler, Illustrator, Szenarist und Regisseur animierter Filme
- Trnka, Johann (1912–1950), österreichischer Raubmörder
- Trnka, Ottokar (1871–1919), tschechisch-österreichischer Beamter und Minister
- Trnka, Pavel (* 1976), tschechischer Eishockeyspieler
- Trnková, Věra (1934–2018), tschechische Mathematikerin und Hochschullehrerin

### Trns
- Trnski, Ivan (1819–1910), kroatischer Dichter, Übersetzer und Geduldsspieler